# Rzeck
Rzeck (deutsch Ridbach) ist ein Ort in der polnischen Woiwodschaft Ermland-Masuren. Er gehört zur Gmina Biskupiec (Stadt-und-Land-Gemeinde Bischofsburg) im Powiat Olsztyński (Kreis Allenstein).

## Geographische Lage
Rzeck liegt am Flüsschen Dymer in der westlichen Mitte der Woiwodschaft Ermland-Masuren, 28 Kilometer südwestlich der früheren Kreisstadt Rößel (polnisch Reszel) bzw. 30 Kilometer nordöstlich der heutigen Kreismetropole und auch Woiwodschaftshauptstadt Olsztyn (deutsch Allenstein).

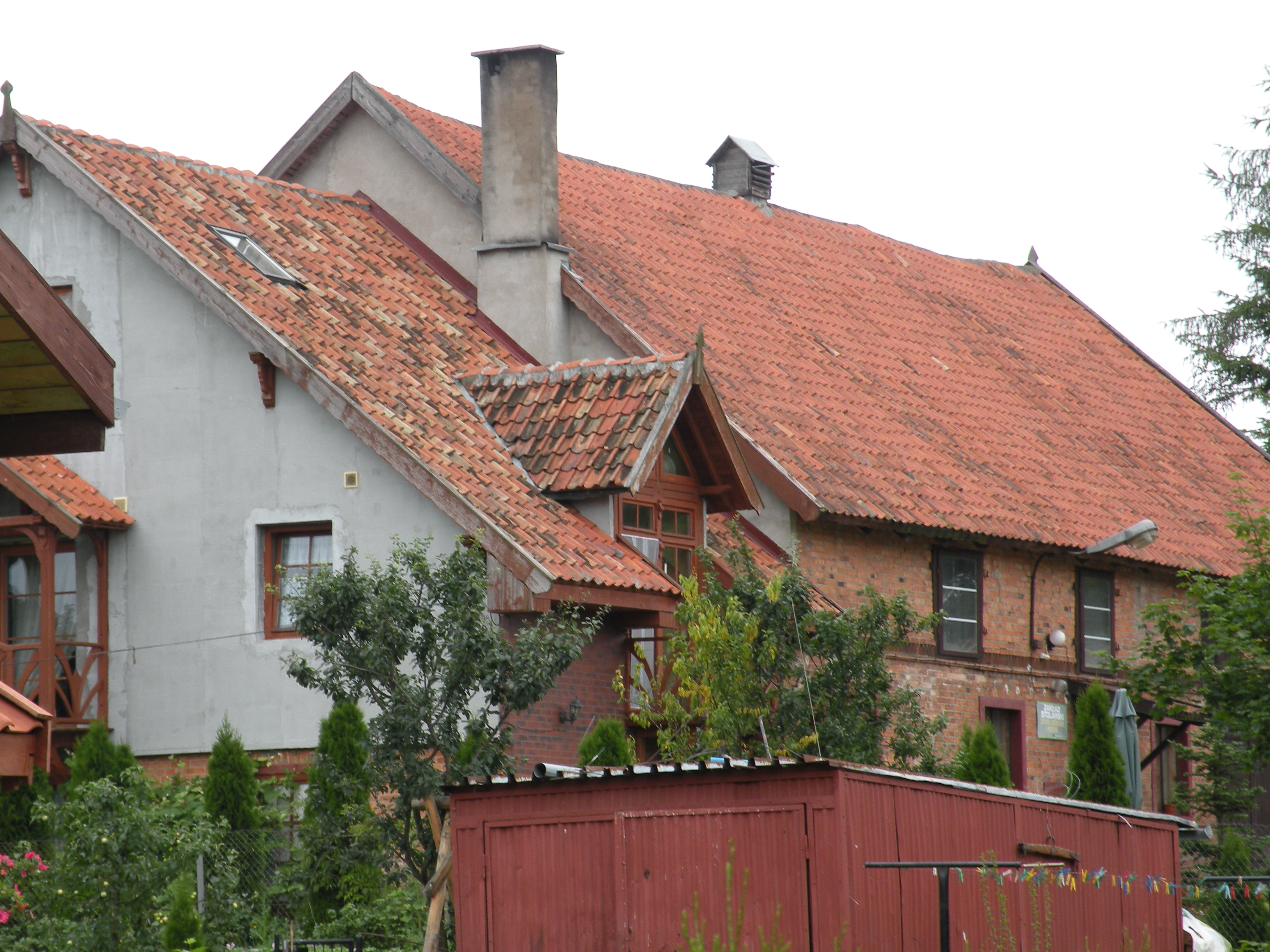
Anwesen in Rzeck

## Geschichte
Gründungsjahr des vor 1900 auch Rydbach genannten Dorfes ist 1382. 1785 wurde der Ort als königliches Dorf mit 27 Feuerstellen erwähnt, 1820 als königliches Dorf mit 40 Feuerstellen bei 282 Einwohnern.
Als 1874 der Amtsbezirk Raschung (polnisch Rasząg) im ostpreußischen Kreis Rößel entstand, wurde die Landgemeinde  Ridbach eingegliedert und gehörte bis 1945 dazu.
Im Jahre 1885 zählte Ridbach 635 Einwohner, im Jahre 1910 bereits 709. Die Zahl sank bis 1933 auf 623 und belief sich 1939 auf 616.
Als 1945 das gesamte südliche Ostpreußen in Kriegsfolge an Polen fiel, erhielt Ridbach die polnische Namensform „Rzeck“. Heute ist das Dorf eine Ortschaft im Verbund der Stadt- und Landgemeinde Biskupiec (Bischofsburg) im Powiat Olsztyński (Kreis Allenstein), von 1975 bis 1998 der Woiwodschaft Olsztyn, seither der Woiwodschaft Ermland-Masuren zugehörig. Im Jahre 2021 zählte Rzeck 297 Einwohner.

## Kirche

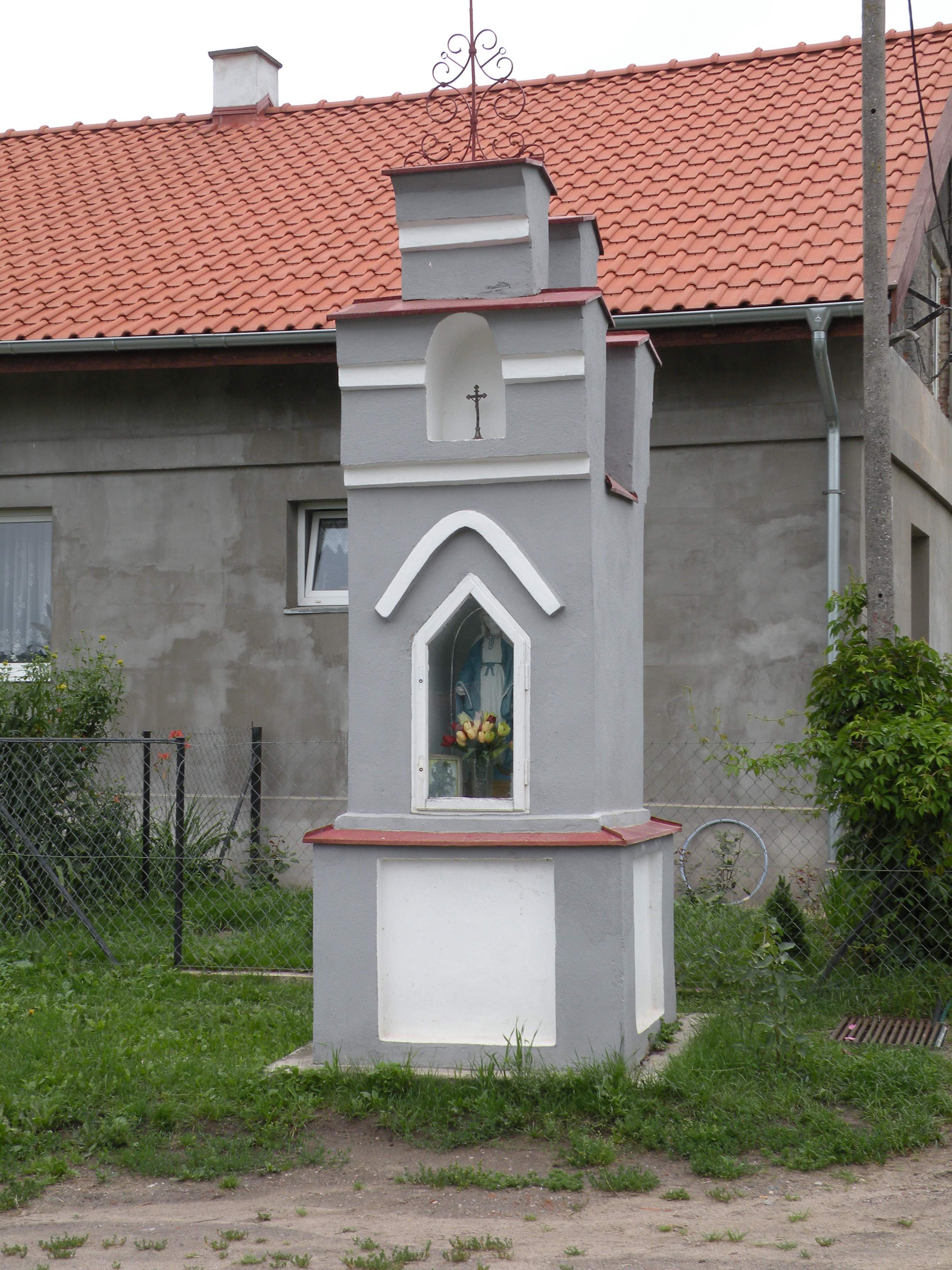
Bildstock in Rzeck

Ridbach war bis 1945 in die evangelische Kirche Bischofsburg  (polnisch Biskupiec) in der Kirchenprovinz Ostpreußen der Kirche der Altpreußischen Union, außerdem in die römisch-katholische Kirche der Stadt im damaligen Bistum Ermland eingepfarrt.
Heute gehört auch Ridbach zur katholischen Pfarrei in Biskupiec, das nun allerdings dem Erzbistum Ermland zugeordnet ist. Die evangelischen Einwohner orientieren sich zur Kapellengemeinde der Stadt, die als Filialgemeinde zur Kirche Sorkwity (Sorquitten) in  der Diözese Masuren der Evangelisch-Augsburgischen Kirche in Polen zugehört.

## Verkehr
Rzeck liegt direkt an der verkehrsreichen und augenblicklich im Ausbau zur Schnellstraße S 16 begriffenen polnischen Landesstraße 16 (einstige deutsche Reichsstraße 127), die die Woiwodschaft Ermland-Masuren in West-Ost-Richtung durchquert und bis an die polnisch-litauische Staatsgrenze führt. Außerdem verläuft eine von Biskupiec kommende und bis nach Leszno (Groß Leschno, 1938 bis 1945 Leschnau) führende Nebenstraße durch Rzeck, von wo aus weitere Nebenstraßen in Richtung Botowo (Bottowen, 1938 bis 1945 Bottau) bzw. Nowe Marcinkowo (Neu Mertinsdorf/Neu Märtinsdorf) abzweigen.
Eine Anbindung an den Bahnverkehr besteht nicht.

## Trivia

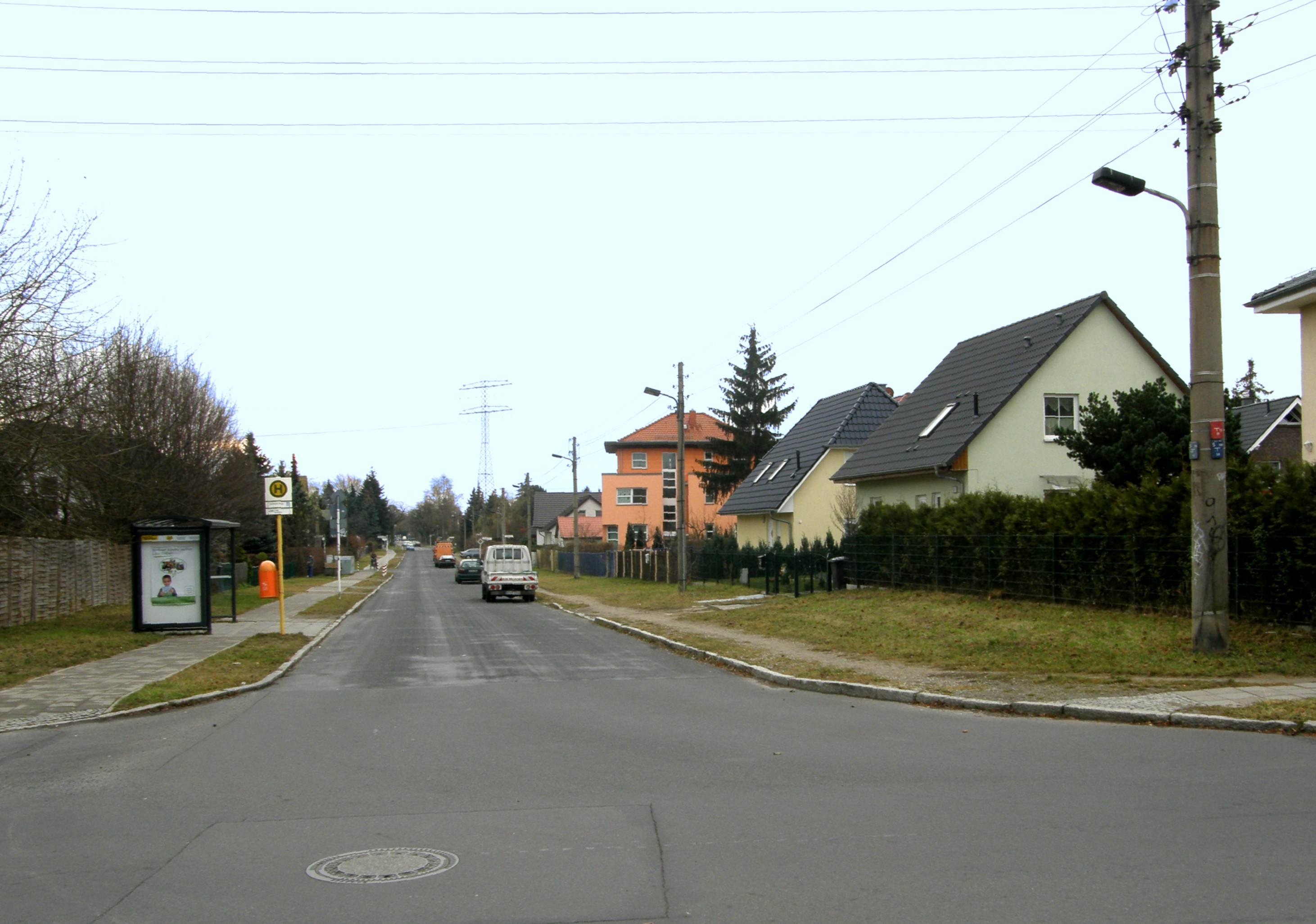
Die Ridbacher Straße in Berlin-Kaulsdorf

In Berlin-Kaulsdorf erinnert die Ridbacher Straße an das ehemals ostpreußische Dorf. Eine weitere Straße gibt es in Berlin-Mahlsdorf.